# Thaiderces
Genre
Thaiderces est un genre d'araignées aranéomorphes de la famille des Psilodercidae.

## Distribution
Les espèces de ce genre se rencontrent en Thaïlande, en Birmanie et en Indonésie à Sumatra.

## Liste des espèces
Selon World Spider Catalog (version 20.5, 20/08/2019) :
- Thaiderces chujiao Li & Chang, 2019
- Thaiderces djojosudharmoi (Deeleman-Reinhold, 1995)
- Thaiderces fengniao Li & Chang, 2019
- Thaiderces ganlan Li & Chang, 2019
- Thaiderces haima Li & Chang, 2019
- Thaiderces jian Li & Li, 2017
- Thaiderces jiazi Li & Chang, 2019
- Thaiderces miantiao Li & Chang, 2019
- Thaiderces ngalauindahensis Li & Chang, 2019
- Thaiderces peterjaegeri Li & Chang, 2019
- Thaiderces rimbu (Deeleman-Reinhold, 1995)
- Thaiderces shuzi Li & Chang, 2019
- Thaiderces thamphadaengensis Li & Chang, 2019
- Thaiderces thamphrikensis Li & Chang, 2019
- Thaiderces tuoyuan Li & Chang, 2019
- Thaiderces vulgaris (Deeleman-Reinhold, 1995)
- Thaiderces yangcong Li & Chang, 2019
- Thaiderces zuichun Li & Chang, 2019

## Publication originale
- Liu, Li, Li & Zheng, 2017 : Five new genera of the subfamily Psilodercinae (Araneae: Ochyroceratidae) from Southeast Asia. Zoological Systematics vol. 42, no 4, p. 395-417.